# گوگن ۱۰۱۳۶
سیارک ۱۰۱۳۶ (به انگلیسی: 10136 Gauguin، نامگذاری:1993OM3) ده هزار و صد و سی و ششمین سیارک کشف شده‌است که در ۲۰ ژوئیه ۱۹۹۳ کشف شد.
قدر مطلق سیارک برابر ۱۴٫۲۰ است.